# Pablo Casas Santofimio
Pablo Casas Santofimio, né le 1927 à Tolima et mort en 1983 à Bogota, est un mathématicien et  politique colombien, gouverneur élu par les habitants de San Andrés en Colombie, chargé d'administrer les fonctions de l'État au niveau départemental.

## Biographie
Issu d'une famille très honorable, en 1951, Casas Santofimio obtient son baccalauréat en mathématiques supérieures à la Faculté des sciences de l'Université nationale. Il poursuit ses études d'ingénieur à la Faculté de mathématiques et d'ingénierie.
Avec son professeur Carlo Federici Casa, il se consacre à l'étude des mathématiques. Il se rend à Princeton pour fréquenter la graduate school pendant un an et demi.
Pablo Casas se distingue par ses qualités et occupe le poste de direction à l'Université nationale et au ministère du Gouvernement.
Il s'inscrit au Parti libéral, et est élu maire de San Andrés et Providencia, puis sénateur de Tolima et recteur de l'université de Tolima. 
Il crée un département de mathématiques, entité indépendante de la Faculté de génie.
Casas Santofimio est collaborateur du magazine Horváth pour la partie technique et administrative. Il consacre une partie de sa vie à la recherche  et aux professeurs de l'Université nationale, de l'université des Andes et à l'université de Tolima.
Il décède d'une crise cardiaque à l'âge de 56 ans.

### Vie politique
Casas Santofimio secrétaire Général du Parti Liberal, devient sénateur de la république colombienne, recteur de l'Université de Tolima et cofondateur du périodique El Cronista. En 1960, Fonctionnaire de haut niveau à l'Université nationale et au ministère du gouvernement durant le mandat du président Alberto Lleras Camargo, il est nommé ministre du gouvernement, et collaborateur de mathématique avec le hongrois Juan Horváth dans le Journal Elementary Mathematics.

### Vie privée
Marié avec Cecilia Dupuy Casabianca, fille de l'intendant de San Andrés Alberto Dupuy la nièce du ministre de la Guerre Manuel Casabianca Wersares
- Un fils Rosario Casas Dupuy
- Une fille Maria del Rosario Casas Dupuy[5]